# Rautiania
Rautiania es un género extinto de reptil que vivió durante el Pérmico perteneciente a la familia Coelurosauravidae. Sus fósiles se han encontrados en depósitos del Pérmico de Rusia, en la localidad fósil Kul’chumovo-A en el óblast de Orenburgo.